# Pedaso
Pedaso es una localidad y comune italiana de la provincia de Fermo, región de las Marcas, con 2559 habitantes.

## Evolución demográfica
| Gráfica de evolución demográfica de Pedaso entre 1861 y 2001 |
|                                                              |
| Fuente ISTAT - elaboración gráfica de Wikipedia              |